# Franco Scaglione

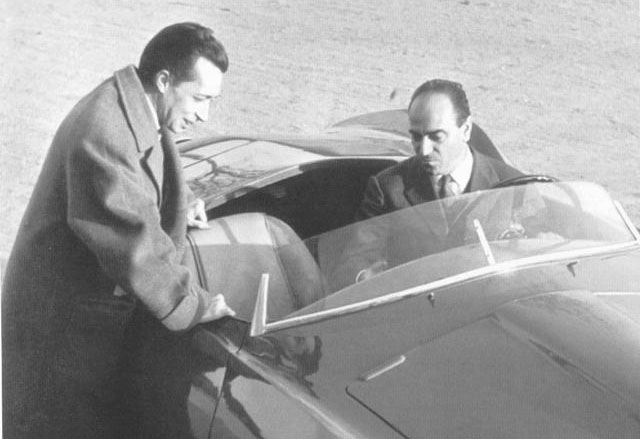
Franco Scaglione (links)

Franco Scaglione (Florence, 16 september 1916 - Suvereto, 19 juni 1997) was een van de belangrijkste Italiaanse autodesigners.
Hij studeerde voor luchtvaartingenieur maar door de Tweede Wereldoorlog kon hij zijn studies niet afmaken. Na de oorlog begon hij te werken bij Pininfarina en in 1952 werd hij hoofd van de ontwerpafdeling bij Bertone. Zijn eerste werk was de Abarth 1500 Biposto Coupé en op basis van deze wagen tekende hij de drie Alfa Romeo B.A.T.'s waar hij wereldfaam mee verwierf. De drie B.A.T. (Berlinetta Aerodynamica Technica) wagens waren bedoeld om de aerodynamica te bestuderen en Scaglione's luchtvaartstudies hebben duidelijk een grote invloed gehad bij het ontwerp.
In 1959 verliet hij Bertone om als freelance designer verder te gaan. In 1963 ontwierp hij de Lamborghini 350GTV, de allereerste Lamborghini. In 1967 tekende hij de Alfa Romeo 33 Stradale en in 1971 werd de Intermeccanica Indra zijn laatste ontwerp.
Hij stierf op 19 juni 1997 aan longkanker in Suvereto, waar hij sinds 1981 teruggetrokken leefde.

## Belangrijkste modellen
- 1952 Abarth 1500 Biposto Coupé
- 1953 Arnolt-Bristol 404
- 1953 Alfa Romeo B.A.T. 5
- 1954 Alfa Romeo B.A.T. 7
- 1954 Aston Martin DB2/4
- 1955 Alfa Romeo B.A.T. 9

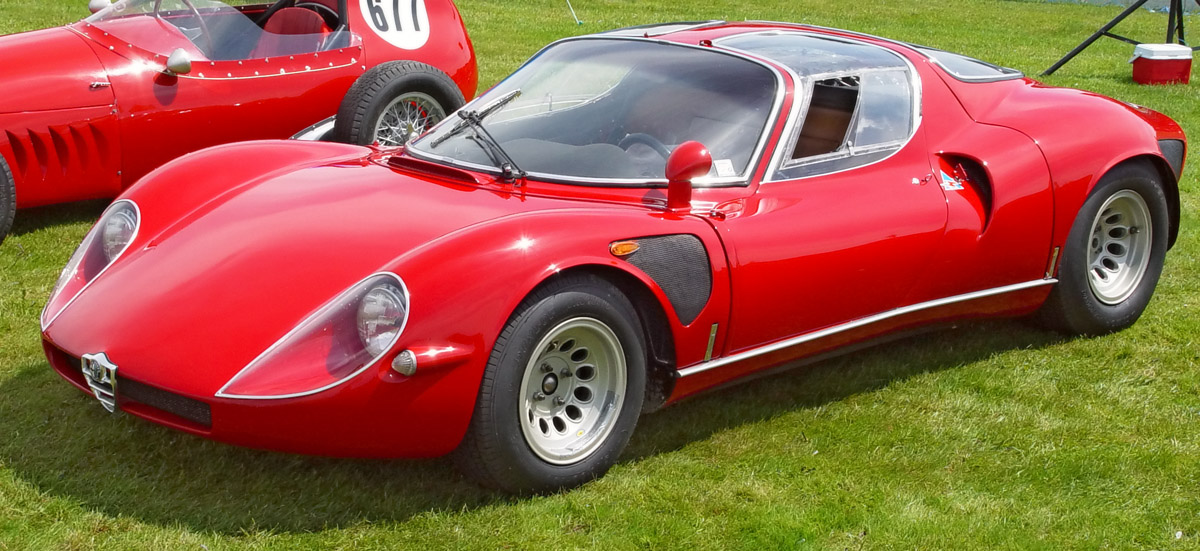
Alfa Romeo 33 Stradale uit 1968

- 1955 Alfa Romeo Giulietta Bertone Spider
- 1959 Maserati 3500 GT
- 1963 Lamborghini 350GTV
- 1967 Alfa Romeo 33 Stradale
- 1971 Intermeccanica Indra

- Gemeinsame Normdatei: 1120604834
- Virtual International Authority File: 2107148122892395200007
- WorldCat: E39PBJhRP3khJpfdvvYb4mxRrq